# Abīsh Aḩmad
Abīsh Aḩmad (persiska: آبِش اَحمَد, ابیش احمد, Ābesh Aḩmad) är en ort i Iran.   Den ligger i provinsen Östazarbaijan, i den nordvästra delen av landet, 500 km nordväst om huvudstaden Teheran. Abīsh Aḩmad ligger 831 meter över havet och antalet invånare är 2 329.